# Парламентські вибори в Білорусі 1995
В 1995 році пройшли вибори депутатів в Верховну Раду Республіки Білорусь XIII скликання. Головою ВР був обрав лідер аграрної партії Семен Шарецький.
В 1996 році президент О. Г. Лукашенко ініціював проведення референдуму щодо зміни конституції й збільшення своїх повноважень. Верховна Рада порахувала дії О. Г. Лукашенко спробою узурпації влади. Депутати почали збір підписів, необхідних для початку процедури імпічменту. Як посередників для врегулювання політичної кризи прибутку депутати держдуми РФ на чолі зі спікером Є. Стройовим. Була підписана угода про те, що депутати не проводять процедуру імпічменту до підбиття підсумків референдуму, результати якого, за рішенням конституційного суду повинен був мати «консультаційний» статус.
24 листопада 1996 року був проведений республіканський референдум. Посилаючись на його результати президент Лукашенко до кінця року сформував новий двопалатний парламент — національні збори. Перший склад нижньої палати парламенту був повністю призначений О. Лукашенко із числа депутатів Верховної Ради, які активно підтримували політику президента під час осінньої кризи. У такий спосіб депутатський мандат зберегли 110 депутатів з 385 обраних в 1995 році. Деякі країни світу не визнали й не визнають дотепер повноваження Національних зборів.

## Хід виборів
Через низьку явку виборців за дві тури вдалося обрати тільки 119 депутатів, у той час як для правочинного складу було потрібно не менш 174 (тобто не менш двох третин від повного складу в 260 чоловік).
Разом з тим, через відсутність кворуму не вдалося продовжити діяльність колишнього складу депутатського корпуса. Спостерігачі констатували в цей період загострення боротьби між президентською й законодавчою галузями влади. Пропрезидентська преса продовжувала звинувачувати парламент у протидії нормальної діяльності глави держави. У свою чергу, керівництво Верховної Ради стверджувало, що проти нього використаються незаконні методи з метою паралізувати діяльність законодавчого органа.
29 листопада 1995 року пройшли повторні вибори Верховної Ради Республіки Білорусь 13-го скликання. Другий тур відбувся 10 грудня. У підсумку число обраних депутатів досягло 198, що було досить для правочинності нового складу Верховної Ради.

## Результати
За підсумками травневих виборів і довиборів у листопаді 1995 року парламентські мандати одержали:
- Партія комуністів Білорусі — 44
- Аграрна партія — 34
- Партія народної згоди — 8
- Об'єднана громадянська партія — 8
- Білоруська соціал-демократична Громада — 2
- Партія всебілоруської єдності й згоди — 2
- Білоруська селянська партія — 1
- Білоруський патріотичний рух — 1
- Республіканська партія праці й справедливості — 1
- Білоруська партія праці — 1
- Білоруська народна партія — 1
- Ліберально-демократична партія — 1